# Basilica di Santa Maria dei Servi
La basilica di Santa Maria dei Servi (cîṡa di Sêruv in bolognese) è una chiesa di Bologna, situata in Strada Maggiore 43.

## Storia
La prima struttura fu fondata nel 1346 come chiesa dell'ordine dei Servi di Maria, grazie ad un'ingente donazione da parte del ricco banchiere e di fatto signore di Bologna Taddeo Pepoli. La chiesa originaria, probabilmente progettata dall'architetto bolognese Antonio di Vincenzo, fu terminata nel 1383, ma già a partire dal 1386 si avviarono lavori di ampliamento ed abbellimento, su disegno di padre Andrea Manfredi da Faenza, generale dell'ordine.
Nei secoli successivi la chiesa viene più volte modificata e ridecorata, grazie a continui lasciti da parte di ricchi benefattori. Nel Seicento viene ricavata una sagrestia da una delle cappelle laterali, dedicata a San Giovanni Evangelista. Il campanile fu eretto nel 1453.
Nel 1797, a seguito dell'arrivo delle truppe napoleoniche a Bologna, la chiesa e il monastero furono adibiti a caserma. Nel 1802 la chiesa dei Servi divenne parrocchia e a seguito della Restaurazione, nel 1815 i Servi di Maria poterono rientrarne in possesso.
Dalla fine della seconda guerra mondiale i locali più antichi del monastero annesso alla basilica ospitano una caserma dei Carabinieri.
Nel marzo del 1954 venne elevata alla dignità di basilica minore da Papa Pio XII.

### Il portico

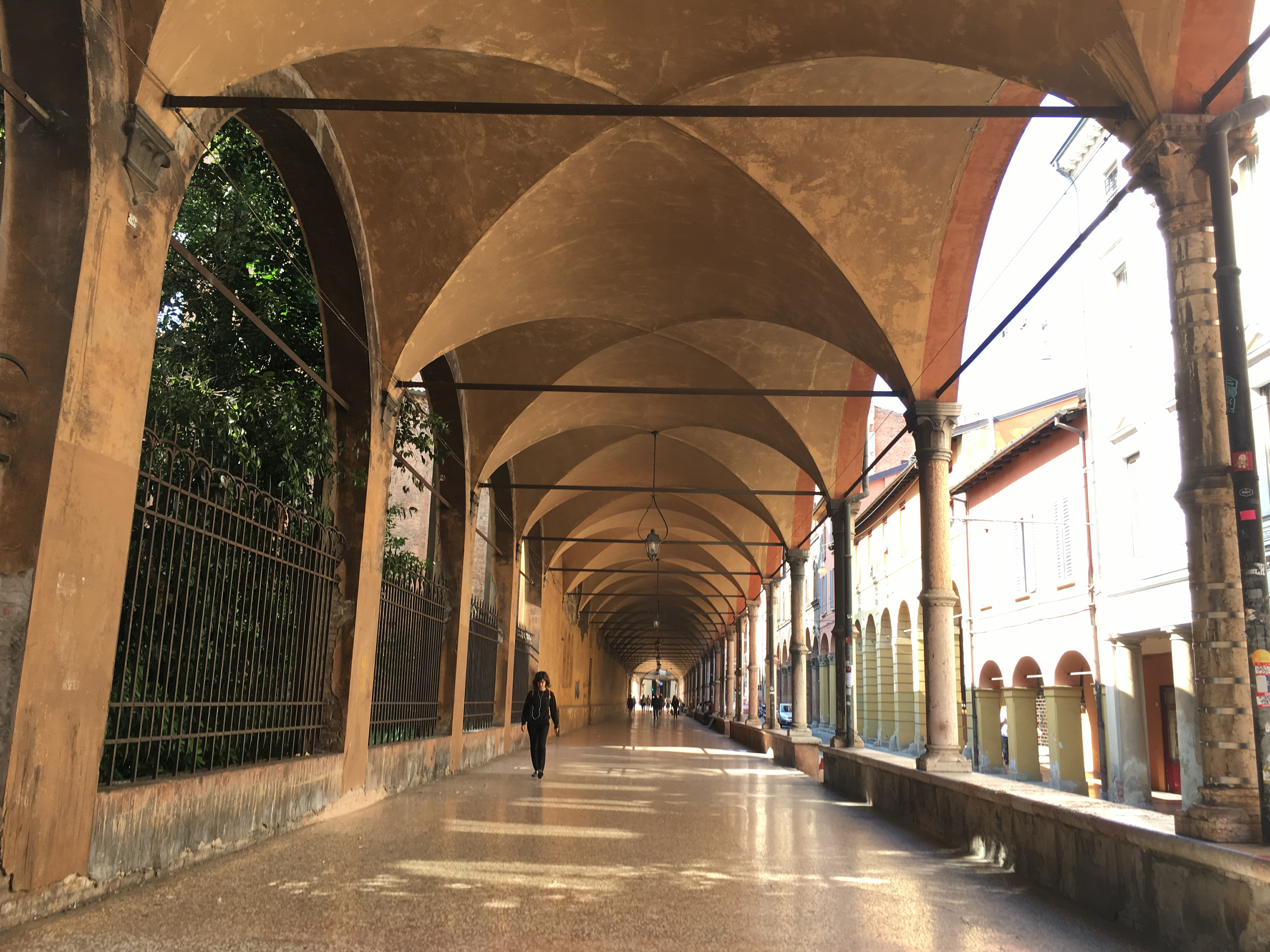
Il portico dei servi

Nel 1392 il Comune di Bologna autorizzò Andrea Manfredi a costruire la porzione del portico che fiancheggia sul lato sinistro la chiesa prospettando strada Maggiore. Altre arcate vennero progressivamente aggiunte, a più riprese, nel 1492, nel 1515-1521, nel XVII secolo, fino a raggiungere l'aspetto attuale forma a quadriportico solo nel 1864, su progetto di Giuseppe Modonesi, che per lo scopo fece demolire la chiesa di S. Tommaso.
Il portico, ovvero il muro esterno della chiesa, fu decorato nel Quattrocento da parte di artisti emiliani con affreschi, successivamente coperti nel Seicento da una nuova decorazione, effettuata a seguito di un restauro dell'intero portico avvenuto nel 1628.

## Descrizione

### L'esterno
La facciata, dal semplice paramento in muratura laterizia, presenta un oculo circolare per un rosone mai realizzato. L'esterno dell'abside, risalente al 1437, è un bell'esempio di gotico bolognese.
Il portico e l'arioso quadriportico antistante la chiesa è a tutto sesto ed è sostenuto da eleganti colonnette in marmo veronese. Nelle lunette lungo il fianco della chiesa sono ancora parzialmente visibili gli affreschi Secenteschi con Storie della vita di san Filippo Benizzi, alle quali lavorarono Carlo Cignani e bottega, Giovanni Peruzzini, Giuseppe Maria Mitelli, il giovane Filippo Pasquali e altri. Dell'originale decorazione Quattrocentesca restano solo pochi frammenti, fra cui una Madonna inquadrata in un'edicola, mentre le decorazioni successive - che interessarono le lunette - sono oggi ormai quasi completamente sbiadite, ad eccezione di 4 che furono staccate nel 1958, sottoposte a restauro e oggi conservate nell'ex monastero.

### Campanile e campane
Nella zona absidale della basilica si eleva il massiccio campanile, sormontato da quattro pilastri angolari e da un'alta cuspide molto simile a quella del campanile della basilica di San Domenico, che fa raggiungere all'edificio l'altezza di metri 52.
La cella campanaria, illuminata da grandi monofore con arco a tutto sesto e chiuse dalle caratteristiche persiane, ospita un concerto di 5 campane di varie epoche e fonditori, con questi dati tecnici:
- 1^ Campana (Grossa): nota: Mib3; diametro: cm 130; fonditore: Pietro Francesco Censori; anno: 1639; peso: circa kg. 1600
- 2^ Campana (Mezzana): nota: Lab3; diametro: cm 97,5; fonditore: Leone Vernizzi; anno: 1507; peso: circa kg 650
- 3^ Campana (Mezzanella): nota: Sib3; diametro: cm 86,8; fonditore: Cesare Landi; anno: 1770; peso: circa kg 450
- 4^ Campana (Piccola): nota: Do4; diametro: cm 78,7; fonditore: Cesare Landi; anno: 1770; peso: circa kg 320
- 5^ Campana (Piccola del Maggiore): nota: Mib4; diametro: cm 65,5; fonditore: Serafino Golfieri; anno: 1847; peso: circa kg 180

Il concerto risulta il terzo della città e dell'arcidiocesi per dimensioni dopo quelli della cattedrale di San Pietro e della basilica di San Petronio (il quarto considerando anche quello della basilica di San Francesco, però completamente elettrificato). Le caratteristiche musicali del concerto consentono di comporre due "quarti" distinti: uno in "tono di sesta" se si usano le quattro campane più grosse e uno in "tono maggiore" se si usano le quattro campane più piccole. La qualità del concerto risulta comunque nel complesso abbastanza scadente, così come l'accordo tra i bronzi.
I bronzi sono dotati dei caratteristici ceppi in legno "alla bolognese" e sono montati su di un acconcio telaio in ferro. La "piccola del maggiore" risulta praticamente insuonabile a doppio a causa della collocazione e del relativo montaggio.
Le tre campane minori sono dotate di impianto di elettrificazione a catene per l'esecuzione automatica "a distesa" dei segnali per le funzioni ordinarie, isolabile dalle campane per consentire l'esecuzione delle suonate manuali "a doppio" da parte dei maestri campanari, il che avviene solitamente ogni anno la mattina del 13 dicembre in occasione della festa di Santa Lucia, unico caso in cui è udibile il suono di tutte le campane del concerto (essendo le due maggiori prive di elettrificazione).

### L'interno

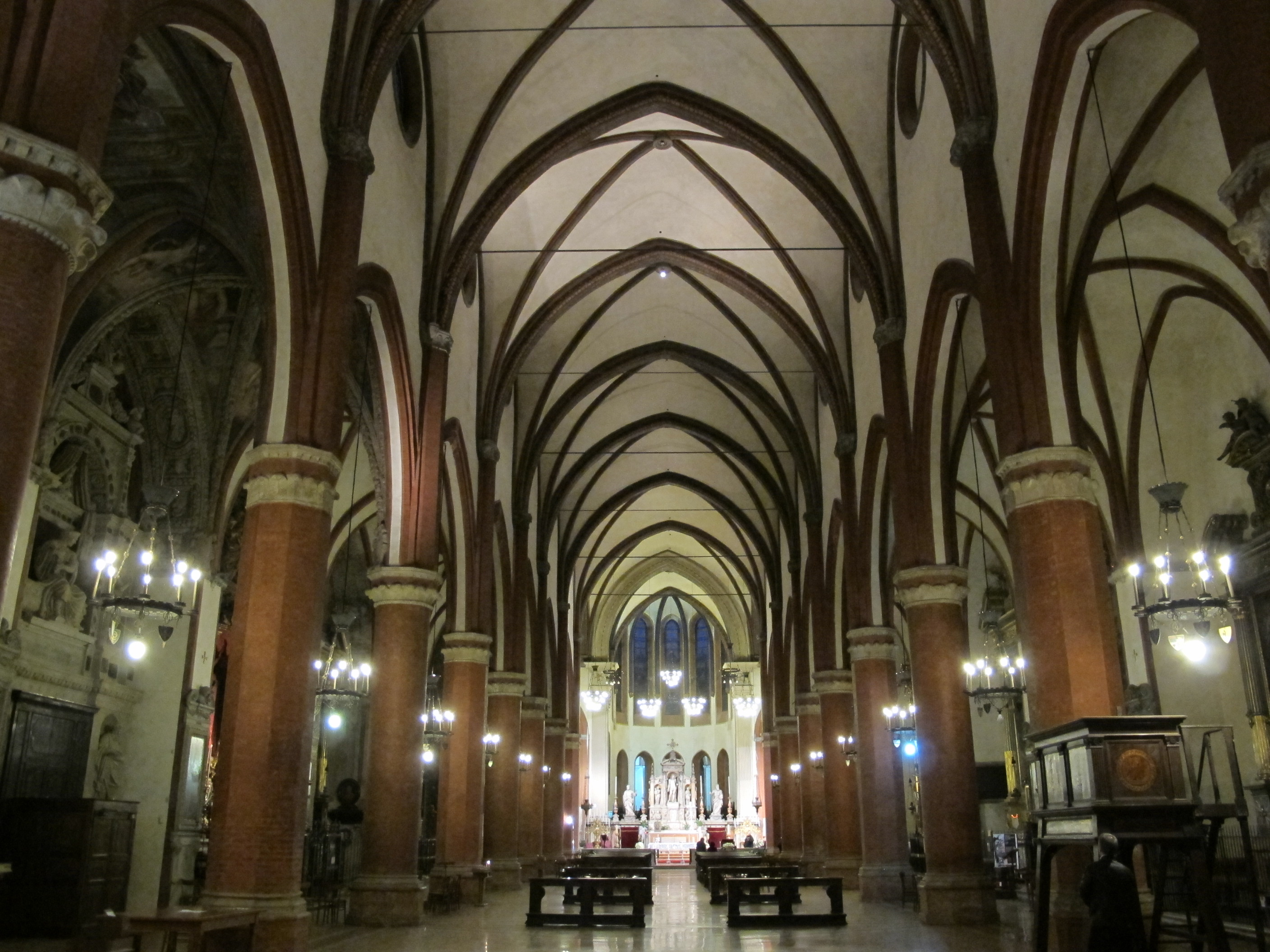
Interno della Basilica

La chiesa ha impianto basilicale a tre navate, le volte a crociera sono sorrette da archi acuti con costoloni in cotto: singolare l'alternanza di colonne circolari e pilastri ottagonali.
La chiesa è articolata in cappelle laterali poco profonde, ricche di opere d'arte.
Sul lato destro:
- Prima cappella: La Vergine dona l'abito ai sette Santi Fondatori dell'Ordine dei Servi di Maria (Marcantonio Franceschini, 1727); in alto, Padre Eterno del Guercino; Presentazione al tempio (Giulio Morina, 1594) e San Francesco prega per le anime del purgatorio (Bernardino Baldi); a destra, busto di Domenico Landinelli (1603);
- Terza cappella: Morte di santa Giuliana Falconieri (Ercole Graziani, 1737 circa);
- Quarta cappella: Paradiso (Dionisio Calvaert, 1602); sottoquadro San Giuseppe col Bambino Gesù (Luigi Crespi); nell'ancona in legno, le statue della Fede e della Carità (Giovanni Lamberti, sec. XVII, su disegno di Calvaert);
- Sesta cappella: Crocifisso (Giov. Battista Bolognoni Seniore, 1665); nel pilastro, Santa Teresa del Bambin Gesù (Bartolomeo Cesi); nel pilastro, affresco frammentario di Sposalizio mistico di santa Caterina (Lippo di Dalmasio); tomba del Beato fra' Venanzio M. Quadri.
- Ottava cappella: Trinità (Jacopo Alessandro Calvi)

Segue l'ingresso alla Sagrestia, dove si conservano tre Storie del Battista (Mastelletta, 1620-23) e un rilievo in terracotta con l'Adorazione della Vergine attribuito a Donatello e Bartolomeo Bellano e dipinto da Neri di Bicci, del 1455-1460 circa.
Il coro è circondato da un deambulatorio sul quale si aprono tre cappelle radiali; all'inizio del peribolo, sulle pareti si vedono tracce interessanti di affreschi di Vitale da Bologna. Ancona in terracotta policroma con la Vergine col Bambino e i santi Lorenzo e Eustachio (Vincenzo Onofri, 1503) e originale polittico ad affresco con incorniciature in terracotta, opera di Lippo di Dalmasio.

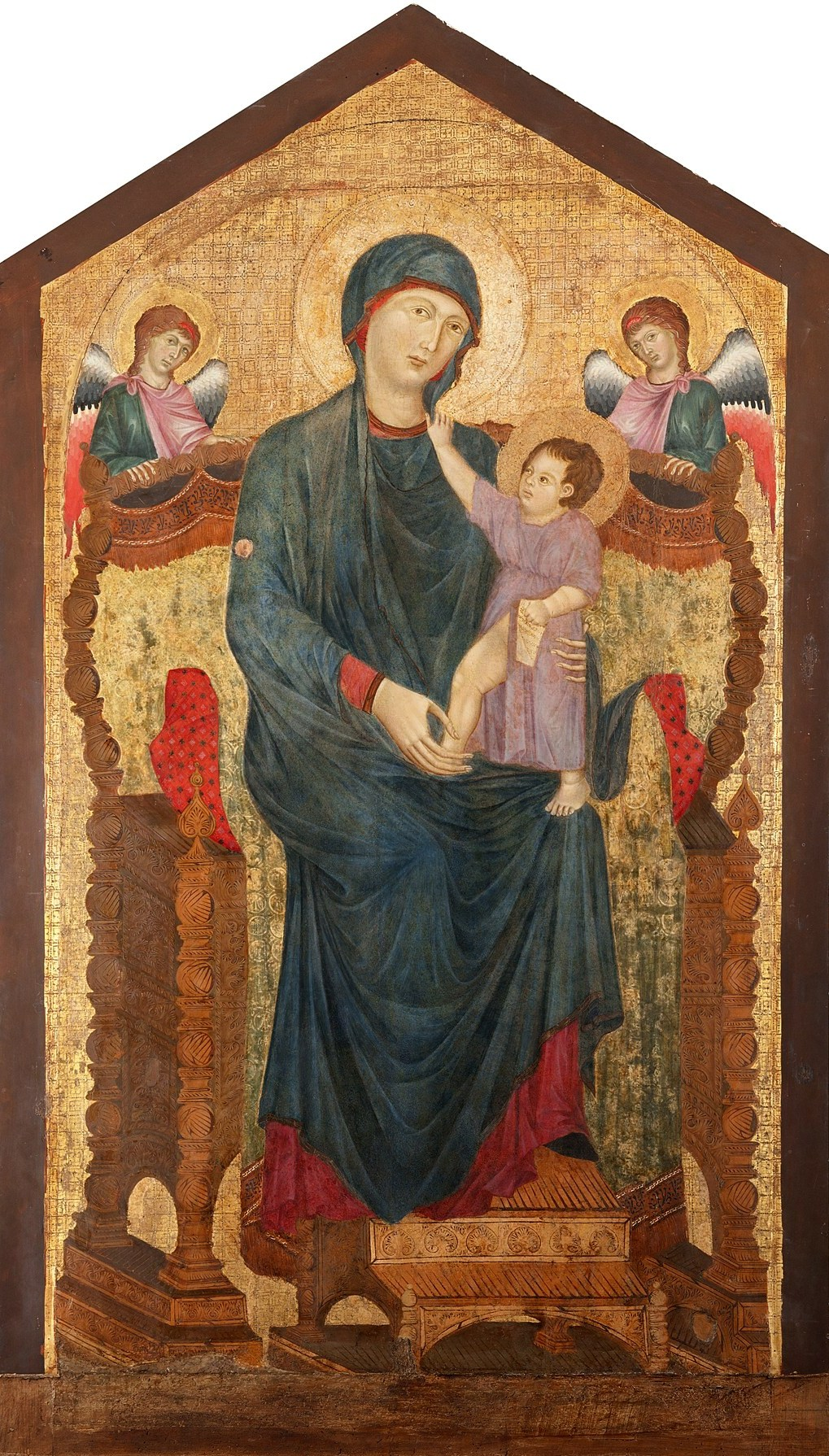
La Maestà di Cimabue

All'altare maggiore tabernacolo marmoreo con Cristo risorto tra la Vergine e san Giovanni Battista, con i santi Pietro e Paolo di Giovanni Angelo Montorsoli. Dietro gli stalli lignei del coro (XIV secolo).
Nella navata sinistra, partendo dalla facciata:
- Prima cappella: Addolorata (Angelo Piò).
- Seconda cappella: Noli me tangere (Francesco Albani, 1644).
- Terza cappella: ingresso laterale, contornato dal Monumento a Ludovico Gozzadini (Giovanni Zacchi, 1540 circa).
- Quinta cappella: Sant'Andrea apostolo (Francesco Albani, 1641).
- Sesta cappella: Assunta (Pietro Faccini).
- Settima cappella: Cappella Bolognetti[9] con l'Annunciazione (Innocenzo da Imola) inquadrata dalla preziosa cornice di Andrea Formigine e gli affreschi con “la gloria tolta a Raffaello”.
- Ottava cappella: Cristo crocifisso che guarisce Pellegrino Laziosi (Domenico Viani e Pier Francesco Cavazza). Nel pilastro: Ecce Homo (B. Sirani sec. XVII).

Agli inizi del peribolo: Presentazione di Maria al tempio (Alessandro Tiarini); più avanti la Lastra tombale di Andrea da Faenza (m. 1396), fondatore della chiesa; resti di affreschi trecenteschi; Monumento a Gian Giacomo e Andrea Grati, capolavoro di Vincenzo Onofri. Nella prima cappella radiale, preziosa tavola Madonna col Bambino e angeli di Cimabue e alla parete, Madonna col Bambino e i santi Cosma e Damiano di Lippo di Dalmasio.
Nel convento sono custodite una Madonna del Santuario di Mondovì in gloria e santi di Alessandro Tiarini, un San Carlo Borromeo e angeli di Guido Reni, del1613, ed una Madonna col Bambino di Giovanni da Modena.

## Musica
La Basilica è da sempre al centro della tradizione musicale della città. All'interno della chiesa nel Seicento erano ospitati quattro organi: a testimonianza di questo troviamo una cappella musicale accanto alla sagrestia.
Nella chiesa si tengono spesso, durante tutto l'anno, concerti di musica classica di elevata qualità organizzati dalla Cappella Musicale Arcivescovile di S. Maria dei Servi. La Cappella Musicale, composta da coro e orchestra, è tra le più antiche istituzioni bolognesi ed ogni anno organizza importanti stagioni concertistiche con un vasto repertorio che comprende  celebri opere dei più grandi compositori di tutti i tempi. 

### Organo a canne
Nel braccio sinistro del transetto, si trova l'organo a canne Tamburini opus 544, costruito nel 1968 su progetto di Luigi Ferdinando Tagliavini ed inaugurato il giorno 1º aprile dello stesso anno. Lo strumento, a trasmissione mista, meccanica per i manuali e il pedale, elettropneumatica per i registri. Possiede tre tastiere di 61 note (Do1-Do6) ciascuna ed una pedaliera concavo-radiale di 32 (Do1-Sol3), per un totale di circa 5 000 canne suddivise in 60 registri.

## Il convento
Fin dalla fondazione, la chiesa ha avuto un convento ad essa annesso, volto ad ospitare i frati serviti. Una prima struttura, composta da un chiostro, l'aula capitolare, il refettorio e un
dormitorio, era già attestata negli anni 70 del XIV secolo. Essa venne poi ampliata su iniziativa del priore Andrea da Faenza, fino a raggiungere tre chiostri.

## Persone legate alla Basilica
- Antonio di Vincenzo
- Andrea da Faenza
- Filippo Benizi
- Filippo Pasquali
- Venanzio Quadri